# Blongios à dos noir
Botaurus novaezelandiae
Espèce
Statut de conservation UICN

 EX  : Éteint
Le Blongios à dos noir (Botaurus novaezelandiae) est une espèce éteinte d'oiseaux de la famille des Ardeidae.

## Répartition
Cette espèce était endémique de l'île du Sud  (Nouvelle-Zélande).